# Yula muscosa
Yula muscosa là một loài bướm đêm trong họ Noctuidae.